# Chicagói Szent István római katolikus templom
A Chicagói Szent István római katolikus templom (angolul: St.Stephen King of Hungary Church Chicago) az Amerikai Egyesült Államok északi vidékén, az Illinois állam beli Chicagóban található magyar római katolikus egyházközség és templom. Joghatóságilag a Chicagói főegyházmegye része, a szokásjog és hagyományok alapján az egyházközség nyelve a magyar.

## Kezdetek – Dr. Magyar József plébánossága alatt
Az 1800-as évek végén Amerikába emigráló magyarok nagy számban telepedtek le Chicagóban. Első templomukat – Magyarok Nagyasszonya védnöksége alatt – 1904-ben építették, mely hamarosan kicsinek bizonyult, ezért rövid időn belül újabb egyházközséget hoztak létre Szent Imre néven. A magyar közösség 1934-ben kibérelte, majd 1937-ben dr. Wildinger Jakab plébános vezetésével megvásárolta, az akkor már 15 éve üresen álló  baptista templomot és kérelmet nyújtott be a chicagói egyházi hatósághoz, hogy egy nagyobb templomot hozhasson létre. Ez az engedély 1938. szeptember 1-jén születik meg, amikor is létrejön a Szent István Király Templom és Egyházközség. Első plébánosának a püspök, miután dr. Wildinger Jakab 1938. szeptember 8-án hirtelen elhunyt, dr. Magyar Józsefet nevezte ki, 1938. szeptember 15-i hatállyal.
Erről dr. Magyar József így írt: „Az új plébános legelső teendője volt a bérelt templomból való átköltözés az immár saját templomában 1939 tavaszán. Az 1868-ban épült baptista templom eléggé romos épület volt. Teljes megújításra szorult, a templom alatt pedig pincehelyiséget alakítottak ki a nagyterem számára. Vasárnaponként mise után a hívek bejöttek a templomba, megnézni és megbeszélni, hogy milyen előrehaladás történt a héten. 1939. július 30-án, vasárnap délután volt a hivatalos »Házszentelés«, melyen minden család képviseltette magát. Hoztak háztartási dolgokat és élelmiszereket, melyekből bőven jutott több napra a munkásoknak is.”
A felújított templomot 1938. szeptember 24-én Samuel Stritch akkori milwaukee-i, későbbi chicagói érsek szentelte fel.
Ez a templom 1945-re kicsinek bizonyult, s szükségessé vált a bővítés, illetve a teljes átépítés. Ezt az egyházközség 1954-ben bonyolította le, s az átépített templomot, 1954. augusztus 22-én szentelte fel szintén Samuel Stritch, aki akkor már Chicago bíboros érseke volt.
Magyar József atya 35 éven át volt az egyházközség plébánosa, s 1974. március 4-én vonult nyugalomba.

## Mihályi Gilbert O.Pream plébánossága alatt
P. Mihályi Gilbert premontrei szerzetes 1974-ben vette át a plébánia vezetését. Ugyanezen év június 22-én tett látogatást az egyházközségben Mindszenty József bíboros, száműzött esztergomi érsek.
Ezt a napot mind Illinois állam kormányzója, mind pedig a város polgármestere ünnepi kiáltványban „Mindszenty József Bíboros Nap”-nak nyilvánította. Szintén ebben az időben indult el templomi keretek között a magyar oktatás, melyet Varga Pál, aki Magyarországon iskolaigazgató volt vezetett. P. Mihályi 1987 márciusáig vezette az egyházközséget.

## A megváltozó viszonyok küszöbén – Eördögh András, S.J.
Eördögh András, S.J. atya 1987-ben vette át a plébánosságot. Idejére esik a templom, s a vele egybeépült plébániaépület ekkor már halasztatatlan teljes felújítása. Fűtő-hűtő légkondicionáló berendezéseket szereltek fel minden helyiséghez.
Teljesen átalakították a templom tetőzetét, és a plébánia falait is jelentősen átépítették. Bedeszkázták a torony rózsaablakát annak megromlott állapota miatt. A toronyban szobákat alakítottak ki, és a cserkészek kaptak benne helyet. A megkezdett munkálatok teljes befejezése előtt rendje ismét hazahívta Magyarországra.

## Az új időszakban – Somos József atya idején
Somos József atya 1991-től szolgált az egyházközségben. A plébánia sokrétű tevékenykedése folytatódott Somos atya ideje alatt. A templom évente több ünnepi ebédet, vacsorát, táncos estét rendezett annak éred ekében, hogy az egyházközséget anyagilag is segítse. Mivel az atya orgonaművész is volt, ezért több alkalommal adott nagy sikerű koncertet.
Az ő ideje alatt kapott új főoltárképet a templom, Clara Both v. Wimpfen alkotását, aki ajándékba adta azt a templomnak. 1999. szeptember 1-jétől Somos József fokozódó betegsége miatt Magyarországon idős papok otthonába vonult vissza.

## Az új évezredben
Somos atya távozása után magyar lelkipásztor nélkül maradt a templom. A chicagói érsek Father Michael Danek, C.R. személyében adminisztrátort nevezett ki. 2000-től mint kisegítő lelkész teljesített szolgálatot Vas László atya, aki ellátta a szentmiséken a magyar nyelvű szolgálatot.
Az adminisztrátori teendőket 2003 februárjától John Manz püspök látta el a templomban, majd 2003 februárjában az egyházmegye kinevezte Vas László atyát teljes plébánosi jogkörrel adminisztrátornak. Ezt a feladatát 2007-ig látta el. Utána Nicolas R. Desmond, majd  az ő távozása után a lengyel anyanyelvű Rev. Maciej Galle a templom adminisztrátora.

## A templomban szolgálatot teljesítő papok
- Kasztovszky Imre plébános (1934–1937)
- Horváth Ernő plébános (1937)
- Dr. Wildinger Jakab plébános (1937–1937)
- Dr. Magyar József plébános (1938–1974)
- Michael J. Adams adminisztrátor (1974)
- Dr. Mihályi Gilbert O.Praem plébános (1974–1986)
- Kenneth Welo adminisztrátor (1986–1987)
- Eördögh András SJ. plébános (1987–1991)
- Somos József plébános (1991–1999)
- Michael Danek C.R. adminisztrátor (1999–2003)
- John Manz püspök, adminisztrátor (2003)
- Vas László 2000-től kisegítő lelkész, adminisztrátor: 2003–2007
- Nicholas R. Desmond adminisztrátor (2007–2012)
- Maciej Galle adminisztrátor (2012–)